# کیم پیتون
کیم پیتون (به انگلیسی: Kim Peyton) (زادهٔ ۲۶ ژانویهٔ ۱۹۵۷) شناگر اهل ایالات متحده آمریکا است.